# Carex wiegandii
Espèce
Classification phylogénétique
Carex wiegandii est une espèce de plantes du genre Carex et de la famille des Cyperaceae.